# Slobodá

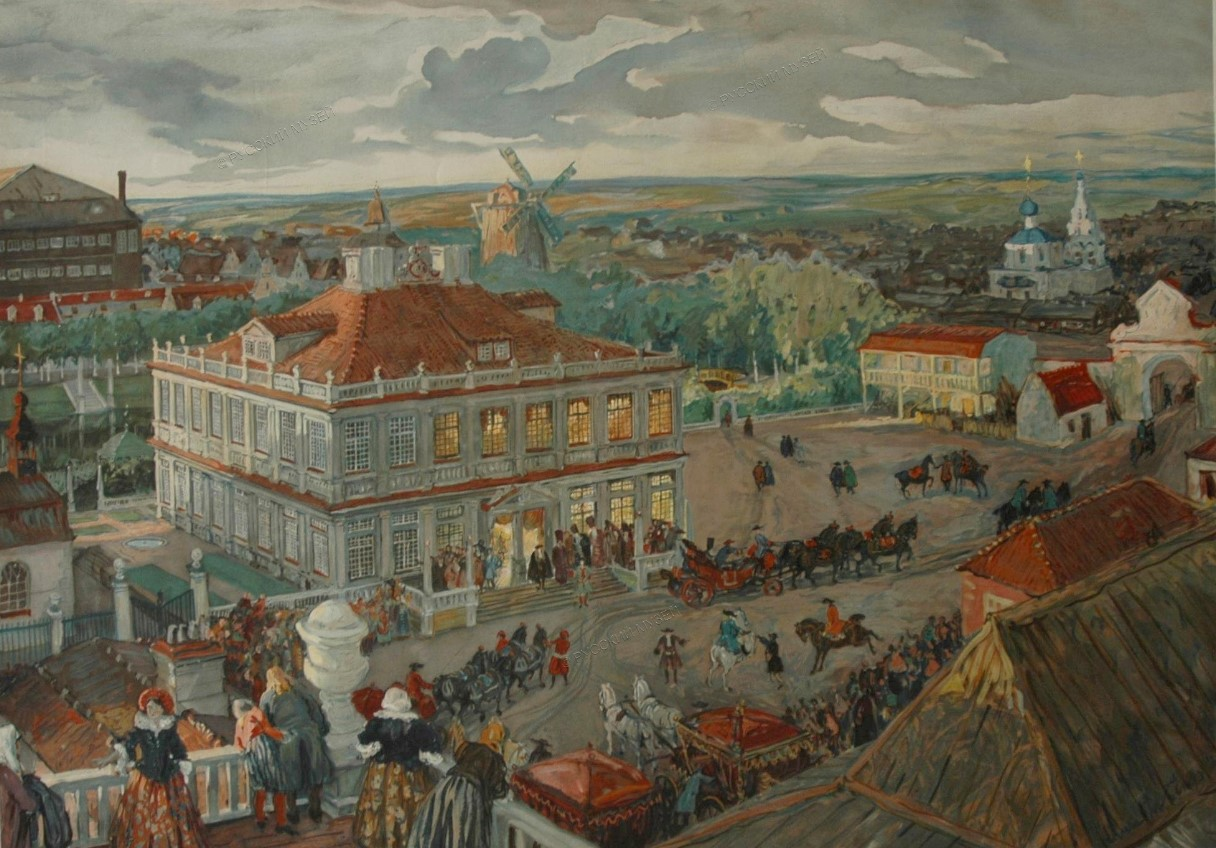
Slobodá Alemana (Nemétskaya slobodá) en Moscú del siglo XVII. Aleksandr Benois. 1909

Slobodá (del ruso: слободá) era un tipo de asentamiento en la historia de Rusia, Bielorrusia y Ucrania. El nombre se deriva de la palabra utilizada en antiguo eslavo para referirse a la libertad, por lo que se puede traducir por "asentamiento libre".
A menudo una slobodá era utilizada como mecanismo de asentamiento colonizador en zonas escasamente pobladas, particularmente por los cosacos en Malorosia, véase Ucrania Slobodá. Inicialmente, los colonos de una slobodá estaban exentos de varios impuestos y levas por determinadas razones, lo que explica el nombre del asentamiento. La exención de impuestos era un incentivo para la colonización.
En la primera mitad del siglo XVIII este privilegio fue abolido, convirtiéndose las slobodá en pueblos, shtetl, pequeñas ciudades o suburbios ordinarios.
Algunas slobodá eran asentamientos suburbanos tras las murallas. Muchos de ellos fueron subsiguientemente incorporados a las ciudades, hecho del que queda muestra en muchas ocasiones en los topónimos, como el callejón Ogoródnaya Slobodá de Moscú (Переулок Огородная Слобода).
El Diccionario Enciclopédico Brockhaus y Efron explica que a finales del siglo XIX una slobodá era un pueblo grande con más de una iglesia, un mercado, y administración de vólost, o un asentamiento pueblerino de carácter industrial, donde los campesinos tenían poco que ver con la agricultura.
El término se conserva en el nombre de varios asentamientos y barrios de ciudad (Slobodá, Slobodka (diminutivo), Slabodka, Slobidka (en ucraniano).
Asentamientos similares existían en Valaquia y Moldavia, bajo el nombre de slobozie/slobozia.